# Augustin Deleanu
Augustin Pax Deleanu (Măgurele, 1944. augusztus 23. – Bukarest, 2014. március 27.) román válogatott labdarúgó.

## Pályafutása

### A válogatottban
1966 és 1973 között 25 alkalommal szerepelt a román válogatottban. Részt vett az 1970-es világbajnokságon.

## Sikerei, díjai
Dinamo București
- Román bajnok (3): 1970–71, 1972–73, 1974–75